# 藥王菩薩
药王菩萨（梵語： Bhaiṣajyarāja），後号净眼如来，与人良药，救治众生身、心两种病苦的菩萨，乃二十五大菩萨之一。药上菩萨，号净藏如来，原为药王菩萨之弟。
药王、药上兩菩萨，常作為藥師如來的兩脅侍一併供奉，另說為「日光菩薩」、「月光菩薩」。有時兩菩萨會作為釋迦文佛或無量壽佛的脅侍，以示諸佛本同一體之德。
药王菩萨的圣诞为农历四月廿八。

## 渊源
在过去无量无边阿僧祇劫，有琉璃光照如来，其国名悬胜幡。琉璃光照如來涅槃後，于像法中，有日藏比丘，聪明多智，为大众广说大乘，及佛祖无上清净平等大慧。当时众中有星宿光长者，闻大乘平等大慧，心中十分欢喜。用雪山良药，供养日藏比丘及众僧，并发愿以此功德，回向无上菩提。若有众生闻己名者，愿其得灭除病苦。当时长者的弟弟电光明，也随兄持醍醐良药供养日藏及诸僧众，亦发大菩提心，愿得成佛。在那时，大众赞叹星宿光长者为药王，电光明为药上，即为药王、药上二位菩萨。 此二菩萨久修梵行，诸愿已满，药王菩萨于未来世成佛，号净眼如来，药上菩萨亦成佛，号净藏如来。

## 另外说法
- 在过去无量恒河沙劫，有日月净明德如来，其佛寿命为四万二千劫。时有一菩萨，名“一切众生喜见菩萨”，修习苦行，精进经行，一心求佛，经一万二千岁，证得现一切身色三昧，乃服诸香，饮香油，燃自身供养佛一千二百年。命终后复化生于净德王家，受日月净明德如来付嘱，于彼佛灭度，造八万四千塔。其自身亦于七万二千年间，燃臂供养其塔。或谓彼“一切众生喜见菩萨”，即今药王菩萨。[3]
- 在过去无数劫，有云雷音宿王华智佛，解说《法华经》。有妙庄严国王，夫人名净德，二子名净藏、净眼。其王邪见炽盛信外道之法。夫人与二子乃共设种种方便，使王至宿王华智佛所听闻《法华经》，共得利益。净藏、净眼二人即今药王、药上二菩萨。[4]

## 形象
一般菩萨形象为顶戴宝冠，左手握拳置于腰部，右手屈臂置放胸前，而以拇指、中指、无名指执持药树。三昧耶形为阿迦陀药，或为莲花。
藥王菩薩身長十二由旬。隨應眾生或十八丈或現八尺。身紫金色三十二相八十隨形好如佛無異。頂上肉髻有十四摩尼珠。其一一珠有十四楞。一一楞間有十四華。以嚴天冠。其天冠內有十方佛及諸菩薩。皆悉影現如眾寶窴。眉間毫相白琉璃色。手十指端雨諸七寶。
另亦有把神农、岐伯、扁鵲、董杏林、华佗、孙思邈、吳夲等中国历史人物视为药王菩萨的化身，因此部分地区寺庙所供奉的药王菩萨是身穿汉服的中年男子形象。